# Gibbons and Harris

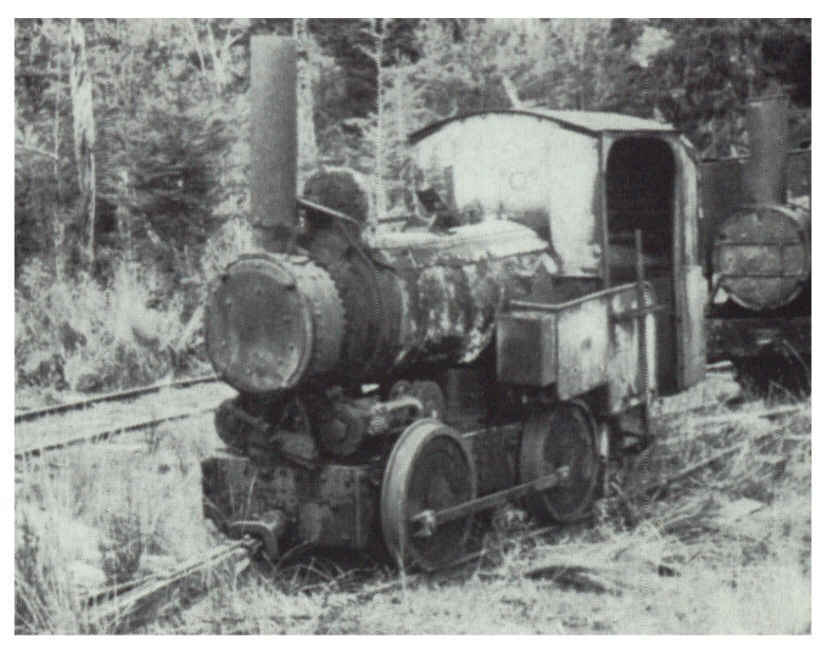
Aufgegebene Gibbons & Harris Lokomotive bei Jack Bros. Mill, Bell Hill

Gibbons & Harris war von 1905 bis 1912 ein Hersteller von Schmalspurdampflokomotiven in Auckland, Neuseeland.

## Geschichte
Die Dampfmaschinen dieser Lokomotiven basierten auf dem Design von Winden von Schiffen, das Gibbons & Harris von vielen Schiffsreparaturarbeiten her kannte. Die Kessel wurden von anderen Maschinenbauunternehmen bezogen. Die Lokomotiven hatten eine durchschnittliche Lebenserwartung von 25 Jahren.

## Lokomotive Nr. 1 von 1905

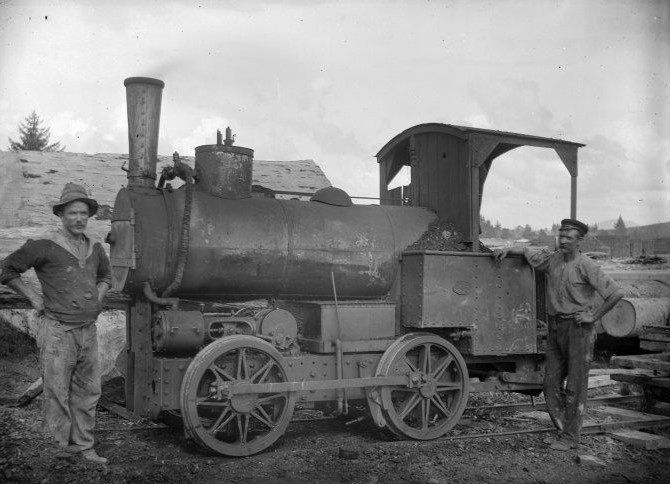
Lok Nr. 1 bei Christie’s Mill, Hikurangi, einem RP Gibbons Betrieb in Northland, 1911

Die 0-4-0T Lokomotive Nr. 1 war die erste Lokomotive, die von Gibbons & Harris für Robert Pearce Gibbons gebaut wurde, einen Bruder eines der Gründer und einen bekannten Northland Contractor und Sägewerksbesitzer. Die Lok hatte horizontale Zylinder unter der Rauchkammer und fuhr durch Stirnräder zur Vorderachse. Der Antrieb wurde über ein Paar Kupplungsstangen zur Hinterachse gebracht.

### Technische Daten
- Spurweite: 3' 6" (1.067 mm)
- Länge: 12' 11" (3.937 mm)
- Radstand: 4' 9" (1.448 mm)
- Gewicht: 6 Tonnen
- Kesseldruck: 120 psi (8,3 bar)
- Zylinder: 6" × 6" (152 mm × 152 mm)
- Raddurchmesser 30" (762 mm)

## Lokomotive Nr. 3 von 1905

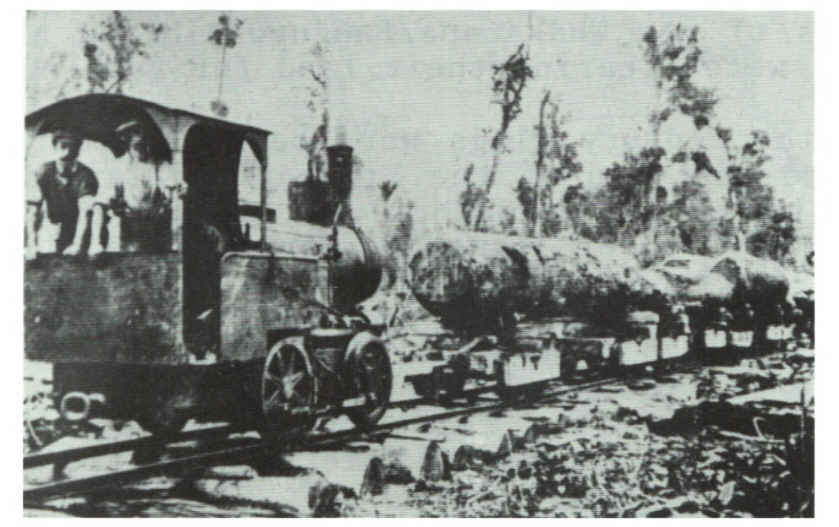
Lokomotive Nr. 3 von J. Trounson in Tutamoe (Oberes Awakino-Tal) 1911–14

Die 0-4-0T Lokomotive Nr. 3 war ein kleiner Zweiachser, dessen technischen Daten im Wesentlichen denen von Lokomotive Nr. 1 entsprachen. Sie wog ungefähr 6 Tonnen. Der Zweizylindermotor wurde horizontal unterhalb der Rauchbox montiert und über Stirnräder mit der Vorderachse verbunden. Seitenstangen koppelten die vorderen und hinteren Antriebsräder.

## Lokomotive Nr. 5 von 1912
Die 0-4-0T Lokomotive Nr. 5 war bei gleichem Radstand ein etwas längerer Zweiachser, der von R.P. Gibbons eingesetzt wurde. Sie ist noch erhalten wird für die Te Aroha Mountain Railway in Te Aroha für Betrieb auf einer Museumsbuschtrambahn generalüberholt.

### Technische Daten
- Spurweite: 3' 6" (1.067 mm)
- Länge: 15' 3½" (4.661 mm)
- Radstand: 4' 9" (1.448 mm)